# Sammys äventyr – Den hemliga vägen
Sammys äventyr – Den hemliga vägen (engelska: A Turtle's Tale: Sammy's Adventures) är en belgisk-fransk datoranimerad film från 2010, som hade biopremiär i Belgien den 4 augusti och i Frankrike den 11 augusti det året. Filmen, som är en form av 3D-film, är regisserad av Ben Stassen, som även har hjälpt till med att producera filmen. De brittiska originalrösterna görs av bland andra Dominic Cooper, Gemma Arterton, John Hurt, Kayvan Novak och Robert Sheehan, medan de amerikanska rösterna görs av bland andra Yuri Lowenthal, Anthony Anderson, Tim Curry, Kathy Griffin, Melanie Griffith och Jenny McCarthy.
Filmen hade biopremiär i Sverige den 29 oktober 2010. Den efterföljdes senare av filmen Sammys äventyr 2, som hade biopremiär år 2012.

## Handling
Filmens handling kretsar mestadels kring sköldpaddan Sammy, som under sin allra första dag i livet blir tillfångatagen av en fiskmås. Sammy lyckas dock ta sig loss från fiskmåsens klor, och dessutom rädda livet på den andra sköldpaddan Shelly. De två sköldpaddorna kommer dock ifrån varandra, och Sammy tillbringar därefter de kommande åren med att flyta omkring på en flotte mitt ute i havet tillsammans med sin kompis Ray. Han träffar under sin resa på både djur och människor, vissa av dem har goda avsikter, medan andra har helt motsatta avsikter. När han sedan av en slump råkar stöta på Shelly, bestämmer de båda sköldpaddorna sig för att de tillsammans ska ge sig ut på en enda stor upptäcktsfärd, som leder hela vägen ut till världens hav.

## Rollista (i urval)
| Karaktär                   | Brittisk röst            | Amerikansk röst                        | Svensk röst                                  |
| -------------------------- | ------------------------ | -------------------------------------- | -------------------------------------------- |
| Sammy                      | Dominic Cooper/John Hurt | Yuri Lowenthal/Billy Unger/Stacy Keach | Danny Saucedo/Benjamin Wahlgren/Sven Wollter |
| Shelly                     | Gemma Arterton           | Jenny McCarthy/Isabelle Fuhrman        | Marie Serneholt/Anja Maria Helmersson        |
| Ray                        | Robert Sheehan           | Anthony Anderson/Carlos McCullers II   | Tommy Nilsson/Simon Edenroth                 |
| Fluffy                     | Kayvan Novak             | Tim Curry                              | Rico Rönnbäck                                |
| Sandra                     | Christine Bleakley       | Sophi Bairley                          | Linda Åslund                                 |
| Snö                        | Melanie Cooper           | Melanie Griffith                       | Julia Dufvenius                              |
| Jacko                      | Geoff Searle             | Scott Menville                         | Tom Ljungman                                 |
| Slim                       | Kayvan Novak             | Charlie Adler                          | Stefan Sauk                                  |
| Vera                       | Anjella Macintosh        | Kathy Griffin                          | Angela Kovacs                                |
| Ben                        | Ben Bishop               | Al Rodrigo                             | Anders Byström                               |
| Rita                       | Sohm Kapila              | Roxanne Reese                          | Tess Merkel                                  |
| Robbie                     | Kayvan Novak             | Darren Capozzi                         | Mattias Knave                                |
| Ollie                      | Ben Bishop               | Yuri Lowenthal                         | Oliver Åberg                                 |
| Gammal kvinnlig sköldpadda | ?                        | Pat Carroll                            | Ewa Fröling                                  |